# Clube Desportivo da Cova da Piedade
Il Clube Desportivo da Cova da Piedade, o semplicemente Cova da Piedade, è una società calcistica portoghese con sede nella città di Cova da Piedade, fondata nel 1947.
Attualmente milita in Terceira Liga, la terza divisione del campionato portoghese di calcio.

## Organico

### Rosa 2020-2021
Aggiornato al 18 marzo 2021.
| N. |                          | Ruolo | Calciatore         |
| -- | ------------------------ | ----- | ------------------ |
| 1  | Brasile (bandiera)       | P     | Cléber Santana     |
| 2  | Sudafrica (bandiera)     | C     | Thabo Cele         |
| 3  | Uganda (bandiera)        | D     | Alex Kakuba        |
| 4  | Portogallo (bandiera)    | C     | Pepo Santos        |
| 6  | Portogallo (bandiera)    | C     | Cicero             |
| 7  | Portogallo (bandiera)    | C     | João Patrão        |
| 8  | Brasile (bandiera)       | C     | Robson             |
| 9  | Brasile (bandiera)       | D     | Hugo Firmino       |
| 10 | Portogallo (bandiera)    | C     | Miguel Rosa        |
| 11 | Portogallo (bandiera)    | D     | Gonçalo Maria      |
| 12 | Brasile (bandiera)       | C     | Alex               |
| 13 | Portogallo (bandiera)    | D     | Gonçalo Tavares    |
| 16 | Algeria (bandiera)       | D     | Kheireddine Zarabi |
| 17 | Guinea-Bissau (bandiera) | D     | Simão Júnior       |
| 22 | Nigeria (bandiera)       | C     | Femi Balogun       |

| N. |                         | Ruolo | Calciatore       |
| -- | ----------------------- | ----- | ---------------- |
| 24 | Portogallo (bandiera)   | P     | Iuri Miguel      |
| 29 | Portogallo (bandiera)   | A     | João Vieira      |
| 30 | Portogallo (bandiera)   | C     | Hugo Machado     |
| 36 | Portogallo (bandiera)   | A     | Edinho           |
| 45 | Portogallo (bandiera)   | D     | Bruno Bernardo   |
| 48 | Portogallo (bandiera)   | C     | Bruno Alves      |
| 61 | Portogallo (bandiera)   | D     | João Amorim      |
| 66 | Portogallo (bandiera)   | D     | João Meira       |
| 70 | Portogallo (bandiera)   | C     | Cristiano Gomes  |
| 77 | RD del Congo (bandiera) | C     | Arnold Issoko    |
| 83 | Brasile (bandiera)      | P     | Adriano Facchini |
| 94 | Venezuela (bandiera)    | A     | Anthony Blondell |
| 96 | Svizzera (bandiera)     | C     | João Pedro       |
| 97 | Capo Verde (bandiera)   | P     | Márcio Rosa      |
|    | Portogallo (bandiera)   | C     | Francisco Varela |

### Rosa 2019-2020
Aggiornato al 5 marzo 2020.
| N. |                       | Ruolo | Calciatore       |
| -- | --------------------- | ----- | ---------------- |
| 1  | Portogallo (bandiera) | P     | José Costa       |
| 2  | Sudafrica (bandiera)  | C     | Thabo Cele       |
| 3  | Uganda (bandiera)     | D     | Alex Kakuba      |
| 4  | Senegal (bandiera)    | C     | Alhassane Sylla  |
| 5  | Portogallo (bandiera) | D     | Lima Pereira     |
| 6  | Portogallo (bandiera) | C     | Sérgio Marakis   |
| 7  | Portogallo (bandiera) | C     | Miguel Rosa      |
| 8  | Brasile (bandiera)    | C     | Robson           |
| 9  | Brasile (bandiera)    | A     | Gustavo Moura    |
| 10 | Portogallo (bandiera) | C     | André Carvalhas  |
| 11 | Nigeria (bandiera)    | A     | Femi Balogun     |
| 12 | Brasile (bandiera)    | P     | Tony Batista     |
| 13 | Portogallo (bandiera) | D     | Celso Raposo     |
| 14 | Brasile (bandiera)    | A     | Vitinho          |
| 19 | Angola (bandiera)     | D     | Genséric Kusunga |

| N. |                       | Ruolo | Calciatore       |
| -- | --------------------- | ----- | ---------------- |
| 20 | Portogallo (bandiera) | C     | João Patrão      |
| 21 | Mali (bandiera)       | C     | Boubakary Diarra |
| 23 | Capo Verde (bandiera) | C     | Júnior Monteiro  |
| 25 | Ghana (bandiera)      | A     | Kwame Nsor       |
| 27 | Cina (bandiera)       | C     | Chico Chen       |
| 28 | Brasile (bandiera)    | D     | Yan Victor       |
| 36 | Portogallo (bandiera) | A     | Edinho           |
| 42 | Gabon (bandiera)      | D     | Junior Oto'o     |
| 72 | Cina (bandiera)       | C     | Runze Xie        |
| 76 | Cina (bandiera)       | A     | Liu Yuhao        |
| 77 | Cina (bandiera)       | C     | Yi Chen          |
| 92 | Brasile (bandiera)    | D     | Victor Massaia   |
| 95 | Portogallo (bandiera) | A     | Nelsinho         |
| 97 | Capo Verde (bandiera) | P     | Márcio Rosa      |

### Rosa 2018-2019
Aggiornata al 1º febbraio 2019.
| N. |                          | Ruolo | Calciatore       |
| -- | ------------------------ | ----- | ---------------- |
| 1  | Portogallo (bandiera)    | P     | Moreira          |
| 2  | Sudafrica (bandiera)     | C     | Thabo Cele       |
| 3  | Cina (bandiera)          | C     | Chen Yi          |
| 4  | Brasile (bandiera)       | D     | Willyan Rocha    |
| 5  | Portogallo (bandiera)    | D     | Lima Pereira     |
| 6  | Brasile (bandiera)       | D     | Evaldo           |
| 7  | Portogallo (bandiera)    | A     | Hugo Firmino     |
| 8  | Guinea-Bissau (bandiera) | C     | Sori Mané        |
| 9  | Nigeria (bandiera)       | A     | Ifeanyi Onyilo   |
| 10 | Portogallo (bandiera)    | C     | Miguel Rosa      |
| 11 | Portogallo (bandiera)    | A     | Gonçalo Maria    |
| 12 | Capo Verde (bandiera)    | P     | Márcio Rosa      |
| 13 | Portogallo (bandiera)    | D     | Coronas          |
| 17 | Portogallo (bandiera)    | C     | Bruno Pereirinha |
| 18 | Portogallo (bandiera)    | A     | Ronaldo Tavares  |
| 19 | Brasile (bandiera)       | A     | Danilo Dias      |
| 20 | Capo Verde (bandiera)    | A     | Ballack          |

| N. |                          | Ruolo | Calciatore         |
| -- | ------------------------ | ----- | ------------------ |
| 21 | Mali (bandiera)          | C     | Boubakary Diarra   |
| 23 | Portogallo (bandiera)    | C     | André Carvalhas    |
| 26 | Cina (bandiera)          | D     | Yuan Yelong        |
| 27 | Cina (bandiera)          | C     | Chen Jiayu         |
| 28 | Brasile (bandiera)       | D     | Yan Victor         |
| 29 | Nigeria (bandiera)       | A     | Stanley Awurum     |
| 30 | Guinea-Bissau (bandiera) | A     | Sami               |
| 42 | Hong Kong (bandiera)     | C     | Yue Tze Nam        |
| 44 | Brasile (bandiera)       | D     | Rafael Amorim      |
| 70 | Portogallo (bandiera)    | C     | Agostinho Cá       |
| 77 | Portogallo (bandiera)    | C     | Rodrigo Martins    |
| 88 | Portogallo (bandiera)    | D     | João Gil           |
| 90 | Senegal (bandiera)       | A     | Kalidou Yero       |
| 92 | Brasile (bandiera)       | A     | Dieguinho          |
| 97 | Italia (bandiera)        | P     | Francesco Anacoura |
| 99 | Cina (bandiera)          | A     | Liu Yuhao          |

## Palmarès

### Competizioni nazionali
- Terceira Divisão: 2

1947-1948, 1970-1971
- Campeonato de Portugal: 1

2015-2016

### Altri piazzamenti
- Campeonato de Portugal:

Terzo posto: 2014-2015